# Fabian Kahl
Pour les articles homonymes, voir Kahl.
Fabian Kahl (né le 3 octobre 1991 en Thuringe), est un marchand d'art et antiquaire allemand, connu pour son animation de l'émission de télévision de la ZDF Bares für Rares et pour son « look » médiatique dans toute l'Allemagne.

## Biographie
Fabian Kahl est le fils d'un antiquaire thuringeois, Holger Kahl, et de son épouse Kerstin. Il grandit dans une maison de bois à colombages typique de la Lusace à Oberoppurg. En l'an 2000, la famille Kahl achète le château de Brandenstein près de  Ranis et le restaure. Avec son père et son frère Tobias, il écume les marchés aux puces, les foires d'antiquité, les salles de vente, etc..
Après ses études secondaires et des études de design, il devient antiquaire dans des salons d'antiquaires et des foires d'antiquités. Il a l'entier soutien de ses parents et pendant trois mois tient un magasin au Kurfürstendamm de Berlin.
En 2012, il s'installe à Leipzig. De 2013 à 2014, il dirige la galerie d'art moderne SansvoiX, avec un lounge bar et un espace événementiel donnant des spectacles hebdomadaires. La galerie expose entre autres Luigi Colani, HR Giger et les Tachelesgruppe de Berlin. Il y a douze segments du Mur de Berlin à son inventaire. Le projet a cependant échoué d'après Kahl à cause de problèmes de construction et de location Aujourd'hui, il s'occupe avec son frère et son père de l'entreprise d'antiquités du château de Brandenstein,.
C'est sur un marché du site d'agra de Markkleeberg près de  Leipzig qu'il est découvert en 2013 par une équipe de la ZDF et invité à un casting. Il est sélectionné et dès lors anime l'émission Bares für Rares qui existe depuis 2013. Kahl est aussi invité à d'autres émissions, comme ZDF-Fernsehgarten,, Kölner Treff, Riverboat, MDR um 4, selbstbestimmt! Das Magazin, DAS!, NDR Talk Show, stern TV, MDR Sputnik, Wer weiß denn sowas?, ainsi que Willkommen bei Carmen Nebel. Kahl joue du piano, peint et a écrit une pièce de théâtre et des poèmes. En mars 2018, il publie son livre Der Schatzsucher, mi autobiographie, mi livre de conseils dans le domaine des antiquités.
Le style vestimentaire de Kahl, sa coiffure, ses boucles d'oreilles et ses piercings (notamment celui entre les narines) montrent un faible pour le style gothique qu'il a adopté à l'âge de seize ans,, mais depuis quelque temps il ne se considère pas toutefois comme complètement gothique. La presse le qualifie d'« oiseau de paradis » du monde du marché de l'antiquité,,. En septembre 2018, il cesse de porter les cheveux longs et de les teindre et porte désormais les cheveux très courts. Depuis l'âge de quinze ans, il est végétarien Kahl habite à  Leipzig et a habité en 2019 pendant une courte période à Cologne. Il se tourne aussi vers la photographie.